# Чемановичи
Чемановичи (на сръбски: Ћемановићи) е село в Босна и Херцеговина, разположено в община Пале, в ентитета на Република Сръбска. Намира се на 1026 метра надморска височина. Населението му според преброяването през 2013 г. е 197 души, от тях: 176 (89,34 %) сърби, 19 (9,64 %) бошняци и 2 (1,01 %) югославяни.

## Население
Численост на населението според преброяванията през годините:
- 1961 – 285 души
- 1971 – 278 души
- 1981 – 265 души
- 1991 – 242 души
- 2013 – 197 души